# Луї Шарль Антуан Дезе
Луї Шарль Антуан Дезе ( фр. Louis Charles Antoine Desaix ; 1768-1800) - французький генерал, учасник Єгипетського походу Бонапарта, герой битви при Маренго . За звичаєм того часу, щоб відрізнити себе від свого брата, він додав до свого імені ім'я твердині свого роду і взяв ім'я Дезе де Вейгу. Дезе носить прізвисько «Справедливий султан».

## Біографія
Луї Шарль Антуан Дезе народився 17 серпня 1768 року і в 1783 році, закінчивши військову школу, вступив на службу молодшим лейтенантом до Бретонського піхотного полку . Розбещеність королівської армії спонукала його в 1791 покинути лад. Він був недовго військовим комісаром у Клермон-Феррані, а потім отримав посаду ад'ютанта за генерала де Брольї в Рейнській армії.
Співчуваючи ідеям революції, Дезе був проти її крайнощів і, коли було прийнято рішення позбавити Людовіка XVI престолу, висловився разом із Брольї проти такого рішення; їх протест став відомий уряду, і вони обоє були усунені з посад, причому Дезе був навіть заарештований і просидів у в'язниці близько двох місяців.
Звільнений за клопотанням генерала де Кюстіна, він повернувся до Рейнської армії і після цілої низки відмінностей за справу у Віссембурга, і лише у 26 років був здійснений у дивізіонні генерали та став наймолодшим генералом французької армії. Проте Дезе вважали роялістом і боялися. До того ж він відкрито обурювався стратою Кюстіна та насильствами якобінців над його матір'ю та сестрою, ув'язненими. Незважаючи на найвтішніші відгуки про Дезе генерала Пішегрю та одного з лідерів якобінців Сен-Жюста, Національний конвент знову розпорядився про його арешт, але коли комісари з'явилися в табір за Дезе, солдати, які обожнювали свого начальника, їх прогнали. Конвент, який боявся армії, залишив Дезе у спокої.
28 травня 1794 року Дезе брав участь у битві при Кірвейлері, яка скінчилася для французів вкрай невдало  .

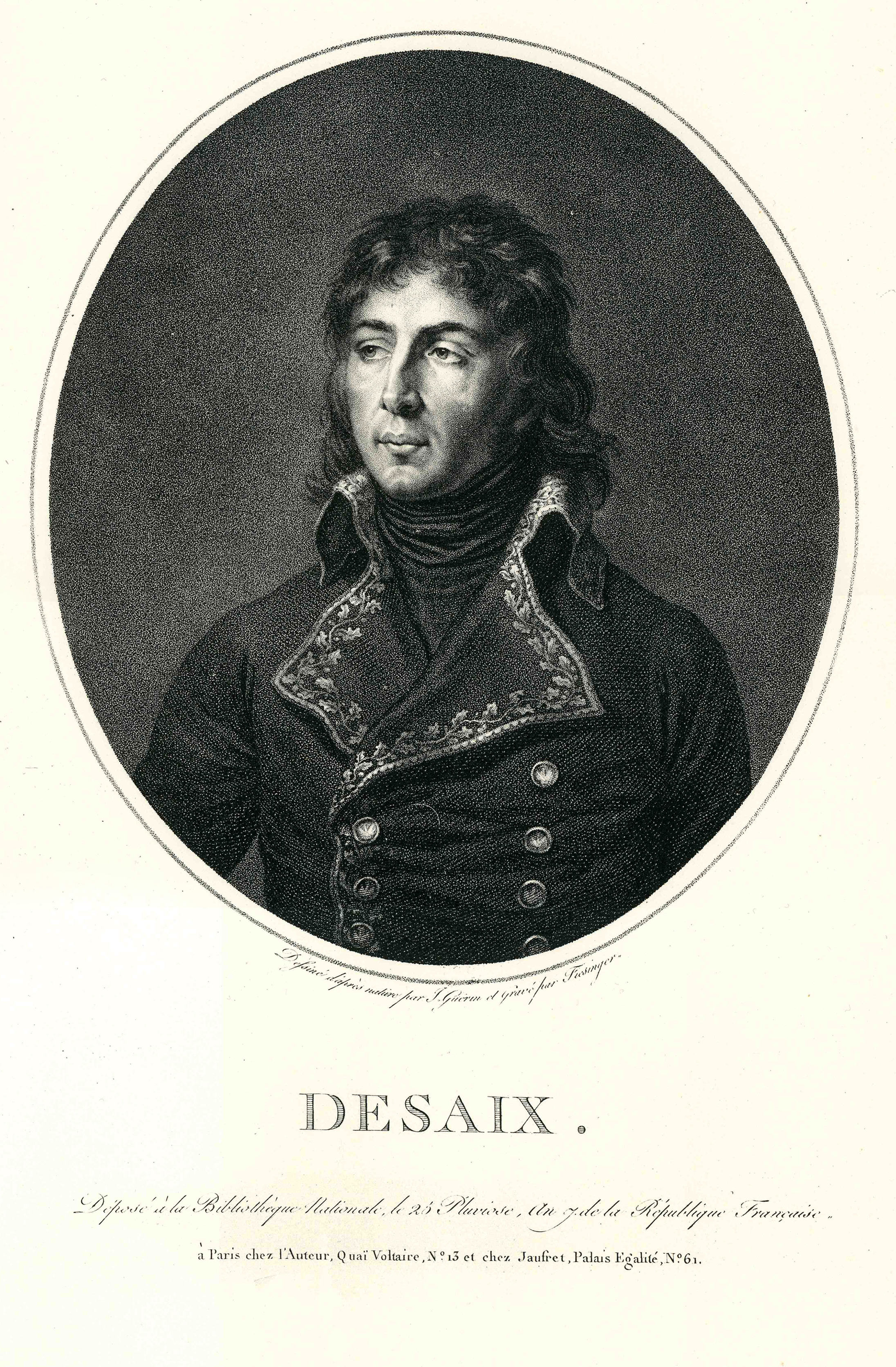
Гравюра Фізінгера з портрета Жана-Урбена Герена, 1798

У 1796 році, перебуваючи в армії Моро, Дезе був одним з головних учасників відомого відступу з Баварії : Дезе закріпився в Келі, зупинив армію ерцгерцога Карла та затримав наступ австрійців доти, доки всяка небезпека для Моро минула. Після цього він і сам відступив та цілком благополучно.
Подібно до багатьох французьких генералів того часу, Дезе захоплювався подвигами Бонапарта і, бажаючи потрапити під його команду, влаштував собі відрядження в Італійську армію. Зачарований прийомами Наполеона, Дезе взяв із ним участь у Єгипетській експедиції .
На початку кампанії Дезе брав участь у взятті Мальти а потім Олександрії. Також він перебував у битві у Пірамід .
Командуючи авангардом, Дезе розбив арабів при Уамбо і, знищивши війська Мурад-Бея, завоював більшу частину Верхнього Єгипту. У Єгипетській армії Дезе користувався тою самою чарівністю, як і Рейнскій. Подібно до Баярду, його називали лицарем без страху і докору. За справедливість та чесність підлеглі прозвали його "Sultan-Juste". Наполеон також дуже цінував заслуги Дезе і за подвиги в Єгипті надіслав йому шаблю за дуже втішного листа. Виїжджаючи до Франції, Наполеон, разом із Дюроком, хотів узяти з собою і Дезе, але останній не зміг прибути вчасно і залишився у Єгипті.
Уклавши Ель-Аришський договір з англійцями та турками, Дезе вирушив до Франції. Зупинившись у Ліворно, він був затриманий англійцями і, незважаючи на те, що за укладеним договором мав право проїзду до Франції, був оголошений військовополоненим. Адмірал Кейт призначив на його продовольство по 1 франку щодня. «Я думаю, — сказав він Дезе, — ви, які оголосили принцип загальної рівності, будете цілком задоволені, якщо я годуватиму вас нарівні з солдатами? » - «Я всім задоволений, адмірал, - відповідав Дезе, - але я мав у Єгипті справу з турками, мамелюками, арабами та неграми, і всі вони тримали своє слово, якого не дотримали ви. Єдине, про що я прошу, це щоб ви позбавили мене своєї присутності».
Пробувши 30 днів у полоні, Дезе з'явився в армію першого консула, всього за кілька днів до бою при Маренго . Наполеон зараз же дав йому дві дивізії Буде та Моньє і направив у бік Генуї, для того щоб перешкодити австрійським військам, які взяли Геную, з'єднатися з головними силами армії Меласа .

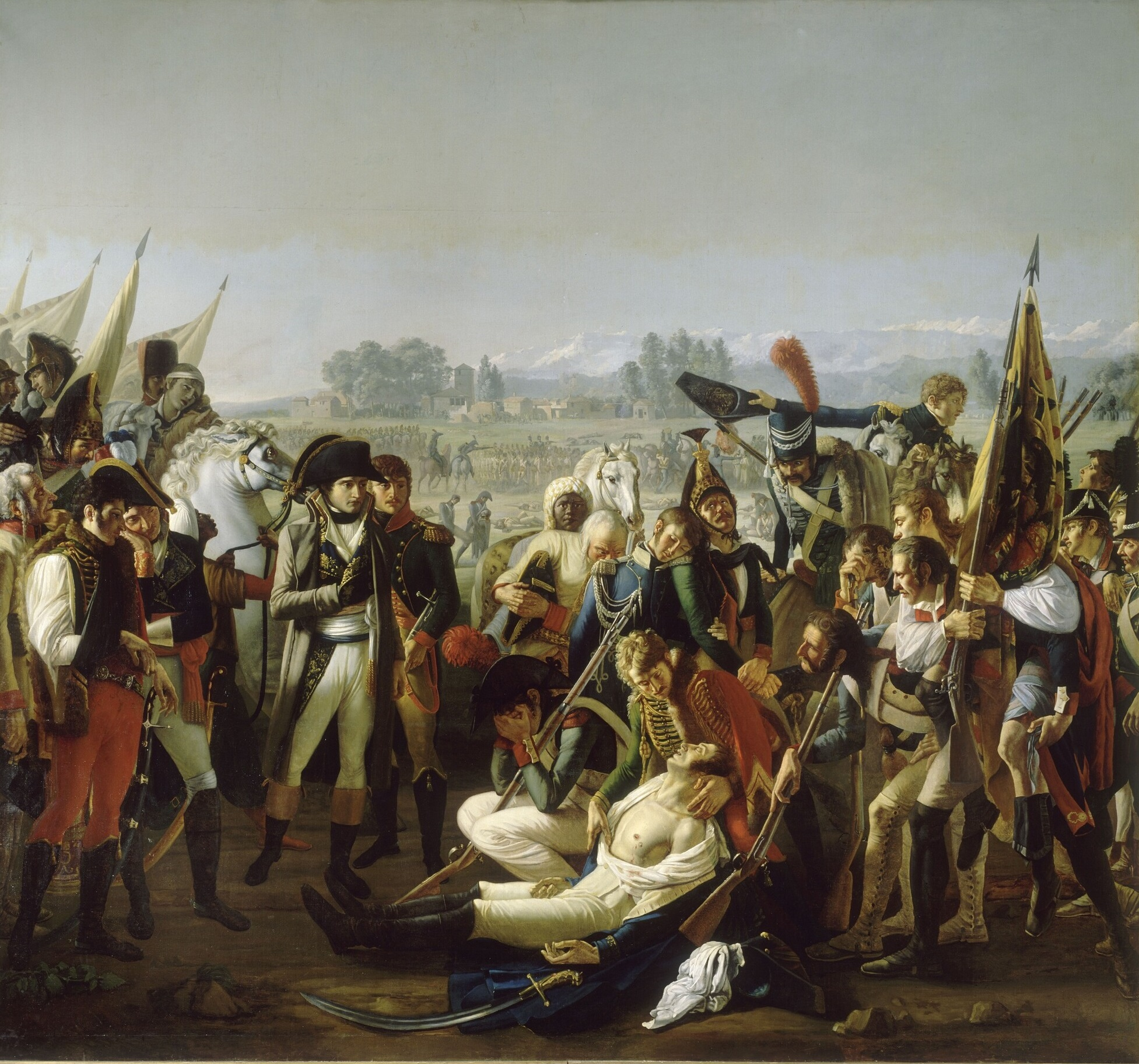
Смерть генерала Дезе. Картина роботи Жана Брока

Дезе був уже на марші, коли до його вух долетіла канонада Маренго. Він зрозумів, звідки загрожує небезпека, і форсованим маршем рушив на постріли. Рух це був дуже доречним. Коли Дезе з'явився, Бонапарт сказав йому: «Бій програно». — «Цю битву програно, — відповів Дезе, — але зараз лише 3 години, і ми маємо ще час, щоб виграти іншу», і зараз же віддав наказ про контратаку.

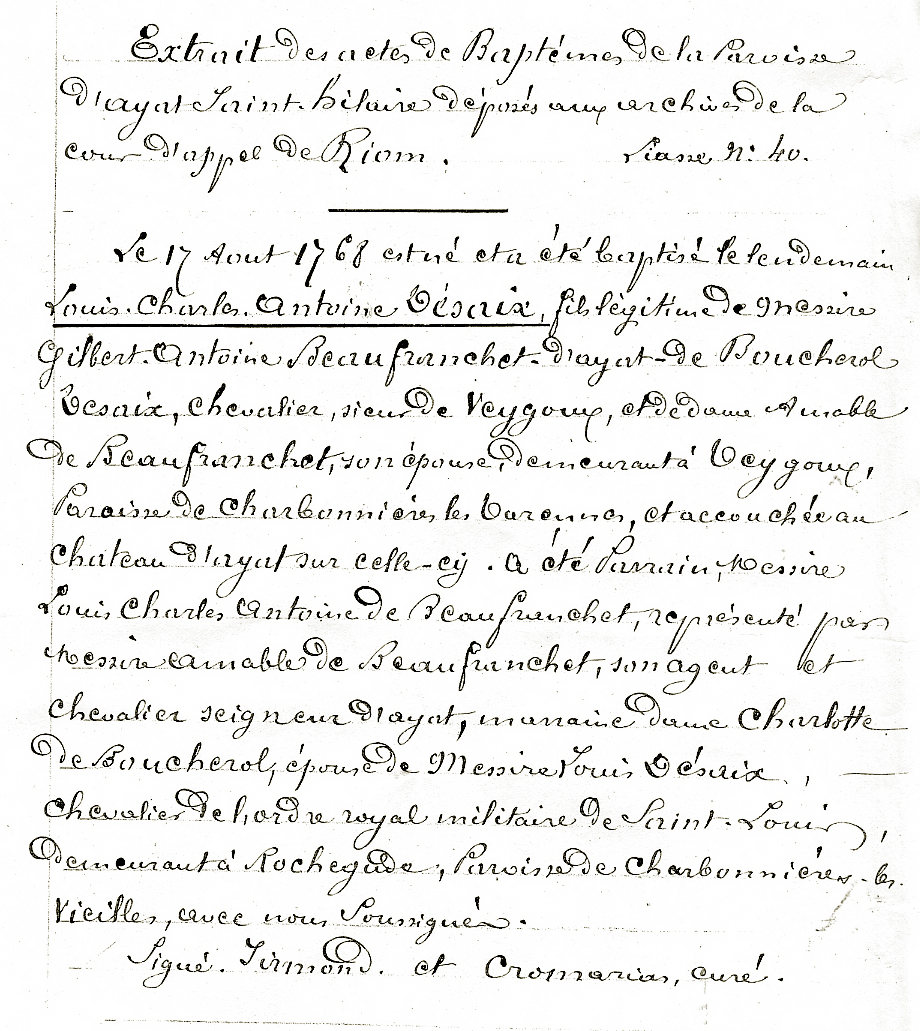
Свідоцтво про хрещення Дезе.

Дезе рушив на австрійців свій авангард — 9 легку бригаду, і сам очолив її атаку. Не чікавші нового нападу, австрійці змішалися, здригнулися та побігли. Проте успіх французів був куплений дуже велик ціною: вони втратили 7 тисяч чоловік і самого Дезе. Він був убитий кулею в серці першим залпом. Його останні слова були: «Приховайте від солдатів мою смерть, це може стати на заваді успіху». Але він помилився: дізнавшись про смерть коханого командира, солдати прийшли в таку лють, що не давали пощади австрійцям.
Бонапарт, незважаючи на радість перемоги, був дуже глибоко засмучений смертю Дезе. Він наполягав на тому, щоб похорон його був обставлений небувалою урочистістю та наказав поховати його на вершинах Альп, у монастирі Великий Сен-Бернар . «Нехай Альпи,—сказав він,— є п'єдесталом його пам'ятника і святі отці—охоронцями його могили». Похорон відбувся 19 червня 1800 року.
На честь Дезе була вибита медаль, йому були поставлені пам'ятники: у Маренго, на тому місці, де він впав (австрійці згодом знищили цей пам'ятник, його копія встановлена в Клермон-Феррані ) і на одному з Рейнських островів поблизу Келя, а також фонтан на площі Дофін в Парижі (точно такий самий фонтан був споруджений і в місті Рьомі ). Згодом ім'я Дезе було вибито і на Тріумфальній арці в Парижі .
За відгуками сучасників, Дезе був відданий славі для слави і нехтував усім іншим. Він жив війною та славою. Багатство та задоволення життя не мали для нього ніякої ціни і не забирали в нього жодної хвилини. Він був малого зросту, вершком нижче Наполеона, чорний, одягався завжди недбало і спав завжди на землі під гарматою, загорнувшись у шинель. Бонапарт вважав із усіх своїх генералів того часу найталановитішими Дезе і Клебера . За дивним збігом, Дезе і Клебер, під керівництвом якого Дезе служив у Єгипті, було вбито в один і той же день і приблизно в той самий час з точністю до чверті години. 
Зображен на французькій поштовій марці 1968 року.

## Образ у кіно
- " Наполеон " (німий, Франція, 1927) - актор Роберт де Ансорена